# Soumaintrain
Soumaintrain ist eine französische Gemeinde mit 212 Einwohnern (Stand 1. Januar 2022) im Département Yonne in der Region Bourgogne-Franche-Comté (vor 2016 Burgund). Sie gehört zum Arrondissement Auxerre und zum Kanton Saint-Florentin (bis 2015 Flogny-la-Chapelle). 

## Geografie
Soumaintrain liegt etwa 33 Kilometer nordöstlich von Auxerre. Umgeben wird Soumaintrain von den Nachbargemeinden Racines im Norden, Courtaoult im Osten, Les Croûtes im Südosten, Butteaux im Süden, Germigny im Südwesten, Beugnon im Westen sowie Neuvy-Sautour im Nordwesten.

## Bevölkerungsentwicklung
| Jahr                      | 1962 | 1968 | 1975 | 1982 | 1990 | 1999 | 2006 | 2013 |
| Einwohner                 | 198  | 163  | 139  | 150  | 215  | 202  | 198  | 196  |
| Quelle: Cassini und INSEE |      |      |      |      |      |      |      |      |

## Sehenswürdigkeiten

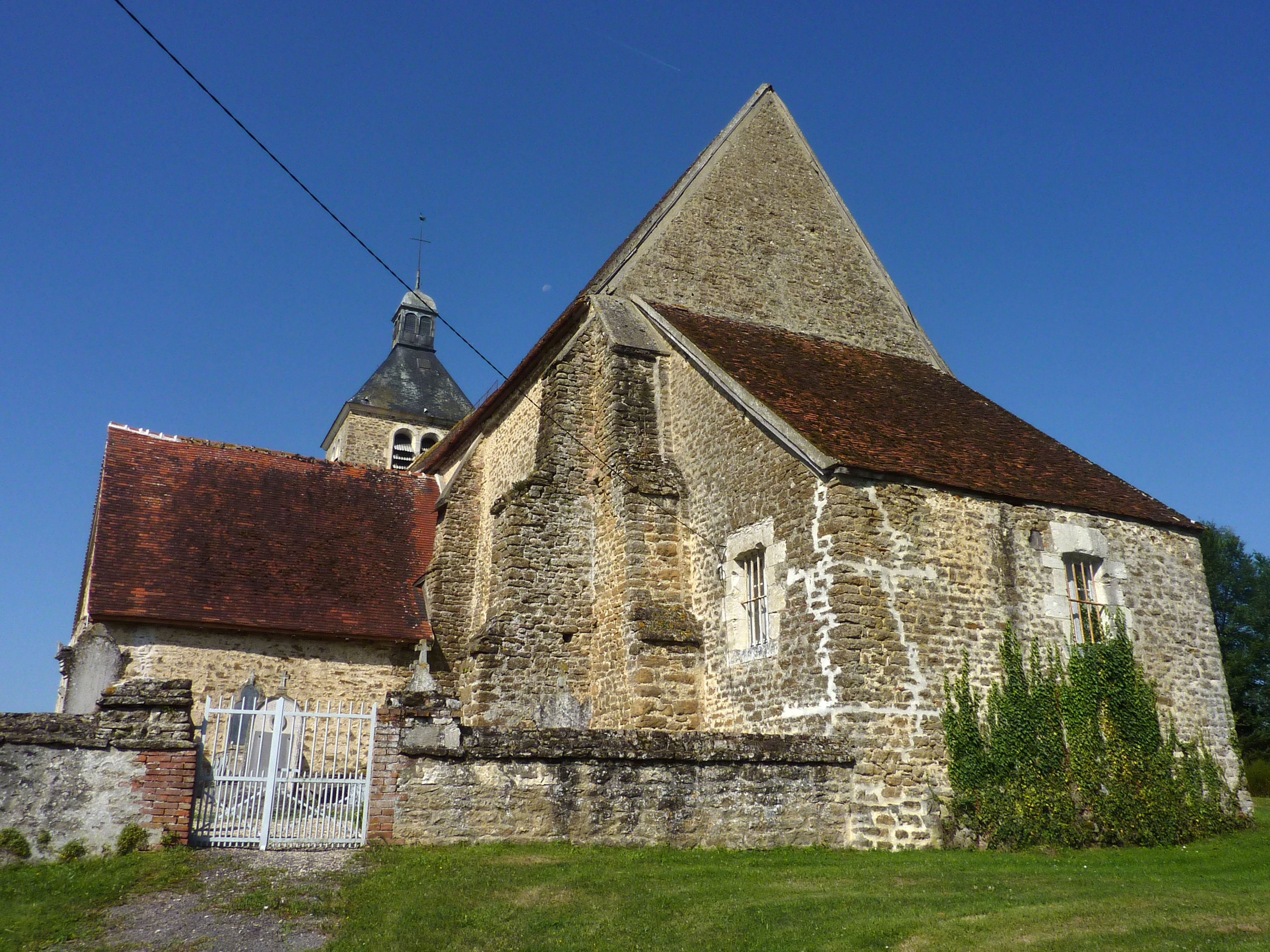
Kirche Saint-Martin

- Kirche Saint-Martin aus dem 16. Jahrhundert, Glockenturm aus dem 14. Jahrhundert
- Wegekruzifix  aus dem 16. Jahrhundert, seit 1926 Monument historique

## Trivia
Nach der Ortschaft ist auch der Käse Soumaintrain benannt.